# 자유 단면 굴삭기
자유 단면 굴삭기는 터널, 광물 굴삭 등의 갱도 굴삭에 사용되는 토목 기계다. 로드 헤더(road-header), 붐 헤더(boom-header) 등의 상품명으로 불린다.

## 세계 주요 메이커
- 가야바 공업 (일본)
- 미쓰이 미이케 제작소 (일본)
- 알파인 (미국)
- Dominion Steel and Coal Corporation (캐나다)